# Sony Ericsson W800i
索尼愛立信W800i是一隻在2005年8月推出的手機，也是索尼愛立信第一款結合Walkman品牌的手機。

## 特色
W800i與稍早推出的K750i內部構造基本一致，但軟體上更強調其音樂播放的功能，擁有Walkman品牌的播放器；外觀上則是以白橘配色營造Walkman品牌形象。 與K750i主要差別包含隨機附贈的512 MB Memory Stick PRO Duo，以及飛航模式的引進。當使用飛航模式時，手機無線通訊的功能會完全關閉，以便在不能使用手機通訊的地點時也能享受音樂。此款手機支援MP3以及 AAC音樂格式以及MPEG4和3GPP影片格式。此外隨機附贈HPM-70立體聲耳機，其3.5mm接孔可讓用戶自行替換耳機。
W800i於2006年停產，被W700i取代。兩者的差異在於W700i取消了相機自動對焦的功能，隨機附贈的記憶卡容量降為256MB。W810i則為W800i的正式後繼機種。